# 簡帛
簡帛是竹簡與帛書的統稱，亦作竹帛，古書中所言「書於竹帛」，是在古代中國人書寫所用的主要材料，直到六朝時期才完全為紙所代替。現代所稱的簡帛多是出土文獻，概可分為書籍與文書兩類。

## 時期
有關殷商的文獻及商代甲骨文中已有典冊的踪跡，已知當時的人們用竹木製簡，用繩編連成冊。到了春秋時期，又採用白色的帛作為書寫材料。此後「書於竹帛」便成為大眾常談了。

## 分類
目前出土文獻的簡帛，依其內容性質概可分為書籍與文書兩大類。

### 書籍
作為簡帛的一類，此是狹義的「書」。按《漢書·藝文志》的分類，有六藝（六經）、諸子、詩賦、兵書、數術、方技等。法律在《漢書·藝文志》中未收入，但若依後來的目錄傳統，亦可列入。

### 文書
文書一類指的是當時朝廷及地方的文件、簿籍、檔案。還包括邊遠地區所出與屯戍、津關、驛傳等關聯的材料。一些私家的簿籍亦歸於此類。

### 其他性質的簡帛
日常生活使用的書札、曆譜、有關喪葬的祭禱記錄、遺囑、遣策等等，較為零碎的材料。

## 特色

### 文字
戰國簡帛的文字，字體因國別而異，現在能見到的主要是楚國文字，在六國古文字中自有特色。
秦至漢初的簡帛多為隸書，但篆意較深，是秦篆走向漢隸的過渡型態。過去講古文字學一般止於先秦，李學勤則認為應放寬至漢初，理由是當時的文字仍含有較多的古文字因素。

### 古書版本及年代判定
目前出土的文獻皆是傳抄本，還沒有能證明是原稿本的。
有些簡帛有避諱字，能提供判定抄寫年代。例如長沙馬王堆帛書《老子》甲本不諱「邦」字，乙本則諱「邦」字，知乙本抄於漢高祖或以後，甲本則是在漢兼天下之前，此類證據提供作探討當時文字演變的標準。
又如有些書的成書與抄寫的年代極近，例如馬王堆帛書之《五星占》曾敍及漢文帝初事，距出帛書的墓下葬時間不久，此是因為占書目的在於實用，內容有時間性，與其他的書籍不同。
出土的簡帛多為佚書祕籍，且年代久遠，自是無庸置疑的善本，但就已知的研究裡，有傳本可比較者，其間有差異者，不一定簡帛比傳本好。

### 職業抄手
在漢初已有職抄手。例如馬王堆帛書的《黃帝書》、《老子》乙本、《周易》經傳、《相馬經》、《刑德》乙等，皆出自同一人之手。

### 多通假字與同義字
簡帛書籍多見通假字。例如周易經文中的卦名便許多通假，且今本都是本字，帛書的都是借字，並無深文奧義可尋。
又多同義字，這種情況在傳世文獻中亦可見。

### 標點
簡帛上的標點亦值得研究。如：
- 春秋末期的侯馬盟書（不屬於簡帛範圍，玉片）、戰國早期的隨縣擂鼔墩竹簡等，已出現用小橫線作為文句的標點。[2]
- 戰國中晚期之間的長沙子彈庫帛書殘片，用了鈎形符號，即鈎識。[2]
- 長沙子彈庫帛書的那件完整帛書以黑色長方符號置於文末，表示一章的終結。[2]

## 影響
簡帛由於是古代中國主要的書寫材料，「長期被作為書的同義語」。
源自簡帛的若干詞語至今仍在沿用：「編」、「冊」、「篇」、「卷」等。

## 研究書目
- 錢存訓：《印刷發明前的中國書和文字記錄》（北京：印刷工業出版社，1988）。
- 張顯成：《簡帛文獻學通論》（北京：中華書局，2004）。
- 李零：《簡帛古書與學術源流》（修訂本）（北京：三聯書店，2008）。